# Hanau Hornets
| Ewige GFL Bilanz | Ewige GFL Bilanz | Ewige GFL Bilanz | Ewige GFL Bilanz | Ewige GFL Bilanz | Ewige GFL Bilanz | Ewige GFL Bilanz | Ewige GFL Bilanz | Ewige GFL Bilanz | Ewige GFL Bilanz | Ewige GFL Bilanz | Ewige GFL Bilanz |
| Jahr             | Gesamt           | Gesamt           | Gesamt           | Heim             | Heim             | Heim             | Ausw.            | Ausw.            | Ausw.            | TD-Verhältnis    |                  |
| Jahr             | S                | N                | U                | S                | N                | U                | S                | N                | U                | TD-Verhältnis    |                  |
| ---------------- | ---------------- | ---------------- | ---------------- | ---------------- | ---------------- | ---------------- | ---------------- | ---------------- | ---------------- | ---------------- | ---------------- |
| 1999             | 0                | 12               | 0                | 0                | 6                | 0                | 0                | 6                | 0                | 88:687           |                  |
| Gesamt           | 0                | 12               | 0                | 0                | 6                | 0                | 0                | 6                | 0                | 88:687           |                  |

Die Hanau Hornets sind die American-Football-Abteilung des American Sports Club Hanau e. V. aus Hanau. Sie sind sportliche Nachfolger des 1999 aufgelösten Bundesligisten Hanau Hawks.

## Geschichte
Die Hanau Hornets (Deutsch: Hanauer Hornissen) wurden im Jahre 1999 als sportlicher Nachfolger des Traditionsteams und Bundesligisten Hanau Hawks gegründet, welches sich im selben Jahr auflöste. Als Nachfolger der Hawks spielte das Team 1999 weiter in der 1. Bundesliga, der heutigen GFL, stieg dann jedoch in die 2. Bundesliga ab.
Nach ständigen Niederlagen in der 2. Bundesliga im Jahre 2000 erfolgte ein Neuaufbau der Mannschaft und ein freiwilliger Start 2001 in der Oberliga, in der die Hornets ungeschlagen Meister wurden und in die Regionalliga aufstiegen. In der Regionalliga wurde das Team im Jahre 2002 erneut ungeschlagener Meister und stieg zur Saison 2003 in die 2. Bundesliga Süd auf. Dort spielten die Hornets bis zur Saison 2007, von Verletzungspech geplagt konnte man nur einen Sieg in der Saison für sich verbuchen und stieg in die Regionalliga ab. Wieder stark durch Verletzungen gebeutelt, konnte der Klassenerhalt 2008 erst im letzten Heimspiel durch einen knappen 7:6-Sieg über die Mainz Golden Eagles sichergestellt werden. Am Ende der Saison 2009 setzten sich die Hornets in der Relegation für die GFL2 mit 7:0 (in Kempten) und 10:8 gegen die Allgäu Comets durch und waren damit 2010 wieder zweitklassig.
In der GFL2 konnten die Hornets 2010 nicht bestehen, es erfolgte der Abstieg in die Regionalliga Mitte. Und auch 2011 war nicht das Jahr der Footballer aus Hanau, sie verabschiedeten sich nach 8 Niederlagen auch aus dieser Spielklasse. In der Saison 2014 spielen die Hornets in der viertklassigen Oberliga "Hessen / Rheinland-Pfalz / Saar", aus welcher sie mit 2 Siegen und 8 Niederlagen abgestiegen sind.
2015 begann das Team mit einem Neuaufbau unter Headcoach Michael Myers und seinem Trainerstab Thomas Erdmenger (Offensive Coordinator), Daniel Poljak (Linemen, Special Teams), Oliver Yares (Defensive Backs) und Johannes Stolz (Quarterbacks, Receiver), in der Landesliga Mitte. Nach einer positiven Saison 2015 gelang es den Hornets 2016, mit neun Siegen und einer Niederlage, erneut in die Oberliga Mitte aufzusteigen. Ein weiterer Erfolg war dabei die beste Defensivleistung der Vereinsgeschichte mit gerade einmal 6,1 zugelassenen Punkten pro Spiel. Weiterhin war für die Phase von 2015 bis 2017 unter Myers Trainerstab bezeichnend, dass die Erfolge unter Einbezug zahlreicher Neuanfänger im Sport American Football verzeichnet wurden, was den Hornets den Ruf als guter Aufbauverein einbrachte. Diese Stellung hat der Verein bis heute inne.
In der Saison 2020, spielen die Hornissen zum ersten Mal gegen die Raben, dem Hanauer Stadtrivalen.

## Verein
Neben der Herrenmannschaft besitzen die Hornets noch folgende Juniorenteams:
- Die Altersgruppe U19 spielt, nach dem Aufstieg 2016, erstmals in der höchsten deutschen Jugendspielklasse (GFL-J Mitte).
- Die jüngsten Spieler/-innen, bis 13 Jahre, finden sich bei den Flaggies, die Flag Football spielen
- Alle Abteilungen sind unter dem Dach des ASC Hanau e. V. untergebracht

## Vereinsführung
(Stand: August 2022)
- Präsident: Lukas Ludewig
- Vizepräsident Sport: Stefan Blümler
- Vizepräsident Jugend: Brian W. Washington
- Vizepräsident Cheerleader: Jason Urban
- Vizepräsident Finanzen: Annette Hillemann
- Equipment: Eberhard Schauer

## Stadion und Zuschauer
Die Hanau Hornets tragen ihre Heimspiele im 16.000 Zuschauer fassenden Herbert-Dröse-Stadion in Hanau-Kesselstadt (Wilhelmsbad Bahnhof) aus. Rund 870 Sitzplätze befinden sich auf der überdachten Haupttribüne, doch auch die Stehplätze der Gegentribüne bieten einen guten Blick über die weitläufige Sportanlage.
Bei den Spielen der Hornets kommen im Schnitt 700 Zuschauer, bei Spitzenspielen bis zu 1.500 Zuschauer. Damit sind die Hornissen der Zuschauermagnet im Hanauer Sport.
Viele Endspiele haben hier schon stattgefunden. Der German Bowl war 1994 in Hanau zu Gast, ein Jahr später fand an gleicher Stelle der Ladies Bowl statt. Für 1999 und 2000 kam der Junior Bowl nach Hanau. Auch internationale Endspiele fanden hier schon statt. So gewannen 1998 die Hanau Hawks in diesem Stadion gegen die Graz Giants den Federations-Cup, den Vorgänger des EFAF Cup. Die deutsche Nationalmannschaft konnte hier ihren bisher größten Triumph feiern: Bei der EM 2001 gewannen sie in diesem Stadion ihre erste Europameisterschaft und 2003 wurden sie Dritter in der Worldcup Finalrunde.

## Erscheinungsbild
Die Teamfarben der Hornissen sind Gelb, Navy, Schwarz und Weiss. Der Helm ist Blau mit Logo an den beiden Seiten, das Gesichtsgitter ist Weiss gehalten.